# Hattsteinweiher
Der Hattsteinweiher bei Usingen in Hessen ist eine Badestelle im Usinger Land des östlichen Hintertaunus.

## Geschichte
Erste Quellenberichte über den Weiher datieren aus dem Jahr 1610. Im 18. Jahrhundert bestanden Wasserleitungen aus dem Hattsteinweiher in die Innenstadt von Usingen. Sein Name leitet sich von den Herren von Hattstein her, die im 15. Jahrhundert Burggrafen in Usingen waren.
Mitte der 1970er Jahre nahm die Stadt eine grundlegende Umgestaltung und Sanierung vor. Der Campingbetrieb wurde eingestellt, ein Sandstrand an der Westseite angeschüttet.
Als kleinste Badestelle Hessens ist der Hattsteinweiher auch heute noch ein beliebtes Ausflugsziel, insbesondere für stressgeplagte Stadtbewohner des Ballungsraums Frankfurt-Rhein-Main, die neben Badefreuden auch Ruhe und Erholung in weitgehend naturbelassener Umgebung suchen.
Sogar Elvis Presley, der King of Rock’n Roll, suchte hier im August des Jahres 1959 während seiner Wehrpflicht in der US Army in Friedberg Ruhe und Zuflucht vor den stets präsenten Fans vor seinem Wohnhaus in der Goethestraße 14 (Bad Nauheim).
Elvis besuchte den Hattsteinweiher am oder um den ersten Todestag seiner geliebten Mutter Gladys. Er litt zu diesem Zeitpunkt stark unter seelischem Stress, seine Stimmung war entsprechend bedrückt und er wollte weitestgehend jeglichem Trubel aus dem Weg gehen. Dies konnte zwar nicht gänzlich gelingen, aber Elvis kam dennoch mehrmals zum Hattsteinweiher, zumal dieser nicht weit von seinem ‚Army Home‘ Friedberg/Bad Nauheim gelegen war.
Die Besuche des ‚King‘ sorgten dafür, dass sich der Bekanntheitsgrad der Badestelle stark erhöhte und der Hattsteinweiher heutzutage zumindest für Millionen von Elvis-Fans durchaus von historischer Bedeutung ist.

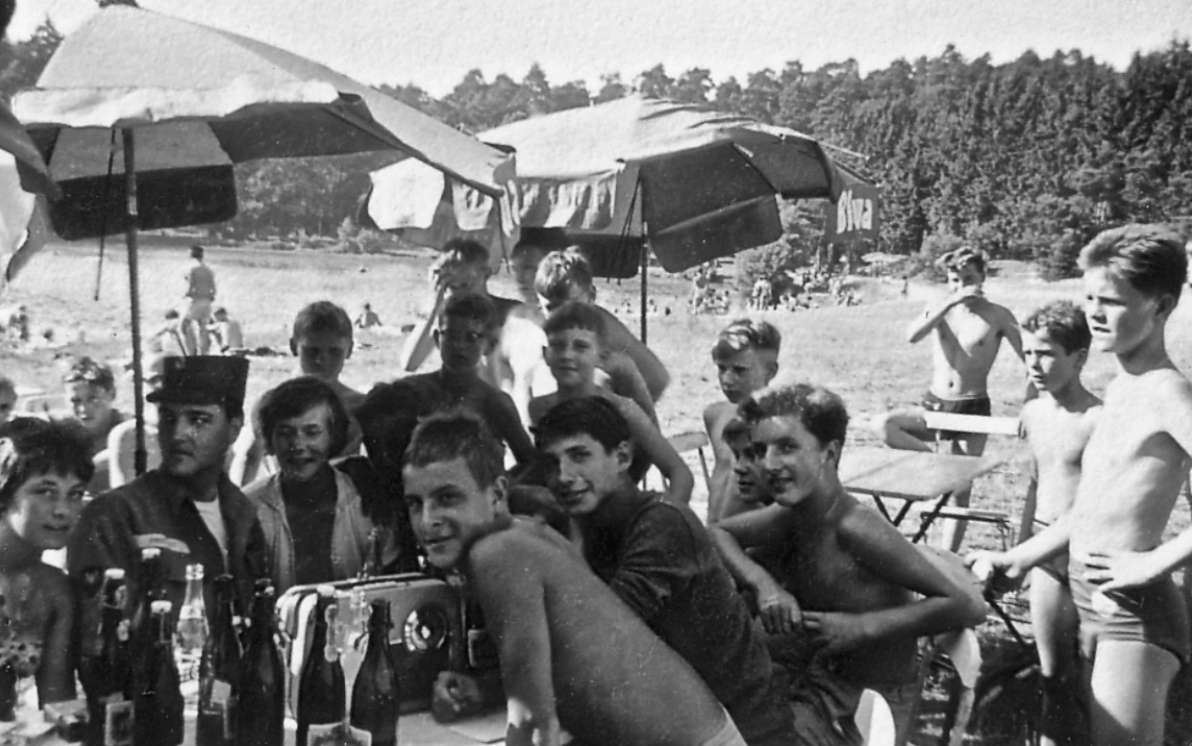
Elvis Presley als Soldat mit Jugendlichen am Hattsteinweiher

## Nutzung
Im Sommer bei gutem Wetter (und im Winter als Schlittschuhfläche) ist er Anziehungspunkt für viele Besucher aus dem Taunus und dem Rhein-Main-Gebiet. Mit seiner Größe von 1,6 ha ist er neben dem Meerpfuhl der größte Weiher im Hintertaunus. Es handelt sich um ein künstlich angelegtes Gewässer, das aus einem Quellbach des Stockheimer Baches und technisch gewonnenem Quellwasser gespeist wird.
In der Nachbarschaft des Weihers bestehen die Sportanlagen des Reit-, des Tennis- und des Schützenvereins. Möglichkeiten zum Campen gibt es auf dem Campingplatz Katharinenhof, welcher sich auch im Umfeld der Freizeitanlage befindet.
Seit Anfang der 90er Jahre werden zusätzlich Parkgebühren erhoben, um die Besucherzahlen zu reduzieren. Von den Parkgebühren werden der Sicherheitsdienst am Hattsteinweiher und die Beseitigung von Abfällen in der Freizeitanlage Hattsteinweiher finanziert.

## Flora
Im Gegenzug wurde die Nordwestecke als Schutzzone ausgewiesen und durch verkettete Baumstämme abgetrennt. Hier hat sich eine schmale Verlandungszone aus Breitblättrigem Rohrkolben (Typha latifolia), diversen Seggen und schwimmenden Rasen des seltenen Fieberklees (Menyanthes trifoliata) entwickelt. Letzterer kommt auch auf der Südseite vor und bildet hier einen schmalen Saum. Außerdem finden sich im Uferbereich Gelbe Schwertlilie (Iris pseudacorus) und Großer Schwaden (Glyceria maxima).

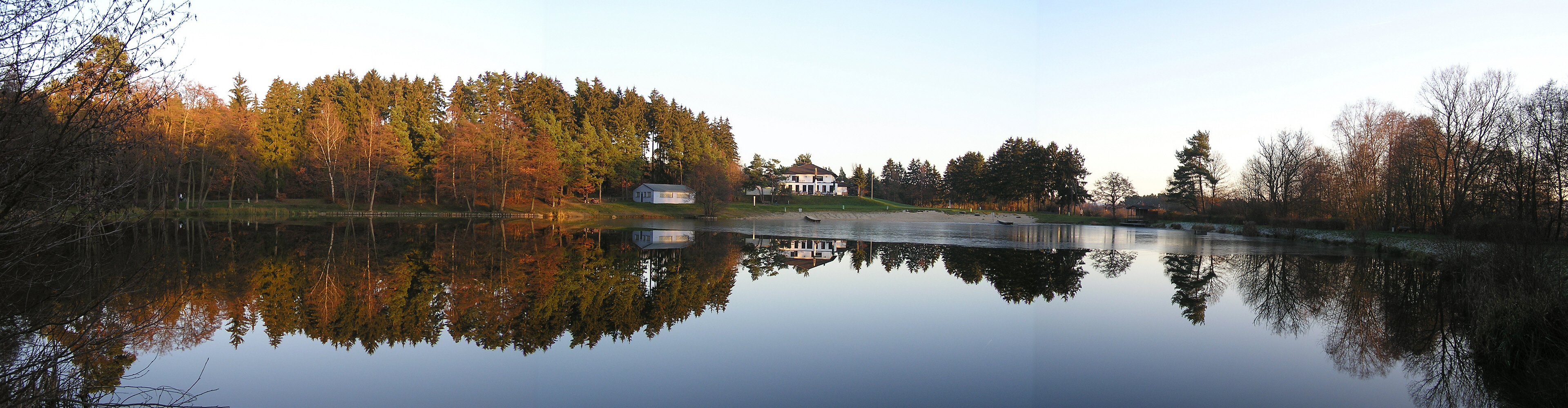
Panoramabild des Hattsteinweihers